# Theuma elucubata
Theuma elucubata is een spinnensoort in de taxonomische indeling van de Prodidomidae.
Het dier behoort tot het geslacht Theuma. De wetenschappelijke naam van de soort werd voor het eerst geldig gepubliceerd in 1923 door R. W. E. Tucker.